# Preludi dalla collezione di Johann Peter Kellner
I preludi dalla collezione di Johann Peter Kellner BWV 939-943 sono una raccolta di cinque brevissime composizioni per clavicembalo attribuite a Johann Sebastian Bach.

## Storia e struttura
Il primo possessore conosciuto di questa raccolta, trascritta nella prima metà del XVIII secolo da un copista sconosciuto, fu un ex allievo di Johann Sebastian Bach, Johann Peter Kellner, dal quale la collezione prende il nome. Dopo diversi possessori arrivò, nel 1889, alla Biblioteca di Stato di Berlino, dove è tuttora conservata.
L'antologia contiene cinque brevissimi preludi manualiter che la tradizione attribuisce a Johann Sebastian Bach. Questa attribuzione, tuttavia, è considerata dubbia dai musicologi. I preludi BWV 939-942 mancano del titolo e dell'indicazione di paternità, e, perciò, non sono presenti nella Neue Bach-Ausgabe, l'edizione completa delle opere bachiane.
La composizione BWV 943, invece, ha la grafia di Wolfgang Nikolaus Mey, un amico di Kellner. Riporta il titolo «Praeludium in C / di / Johann Sebastian Bach» ed è inclusa nella Neue Bach-Ausgabe.
- Preludio in do maggiore BWV 939
- Preludio in re minore BWV 940
- Preludio in mi minore BWV 941
- Preludio in la minore BWV 942
- Preludio in do maggiore BWV 943